# Museo nazionale bavarese
Il Museo nazionale bavarese (Bayerisches Nationalmuseum) è un museo statale a Monaco di Baviera che ospita una collezione di oggetti artistici e storico-culturali di rango europeo. 

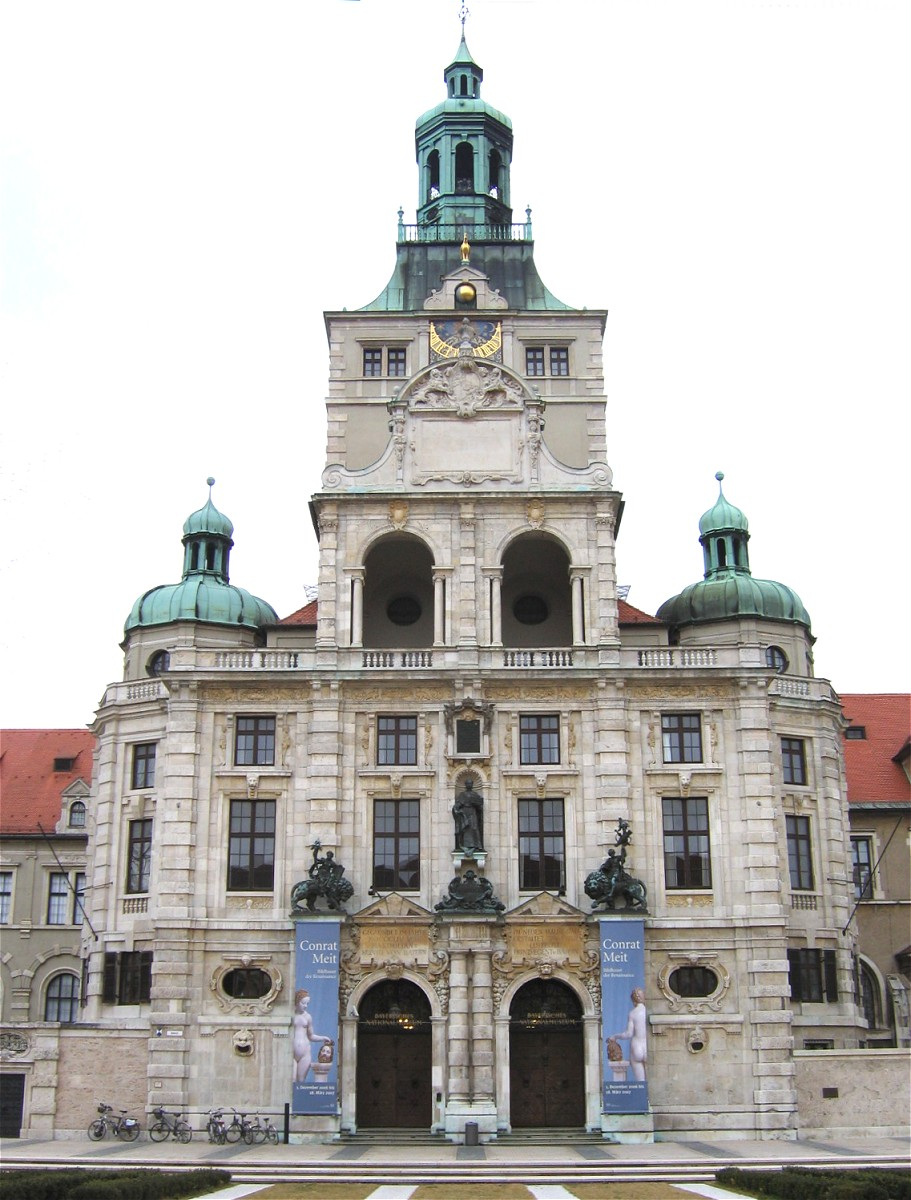
Il Bayerisches Nationalmuseum

## Storia
La fondazione del Museo, nella metà del XIX secolo, fu un'iniziativa del re Massimiliano II di Baviera.  Nel 1853 Karl Maria von Aretin, direttore dell'archivio di stato che stava redigendo un'ampia pubblicazione del patrimonio artistico della famiglia Wittelsbach presentò un progetto per la realizzazione di un museo dei Wittelsbach. Il nome Bayerisches Nationalmuseum venne deciso dal sovrano in una missiva del 30 giugno 1855.

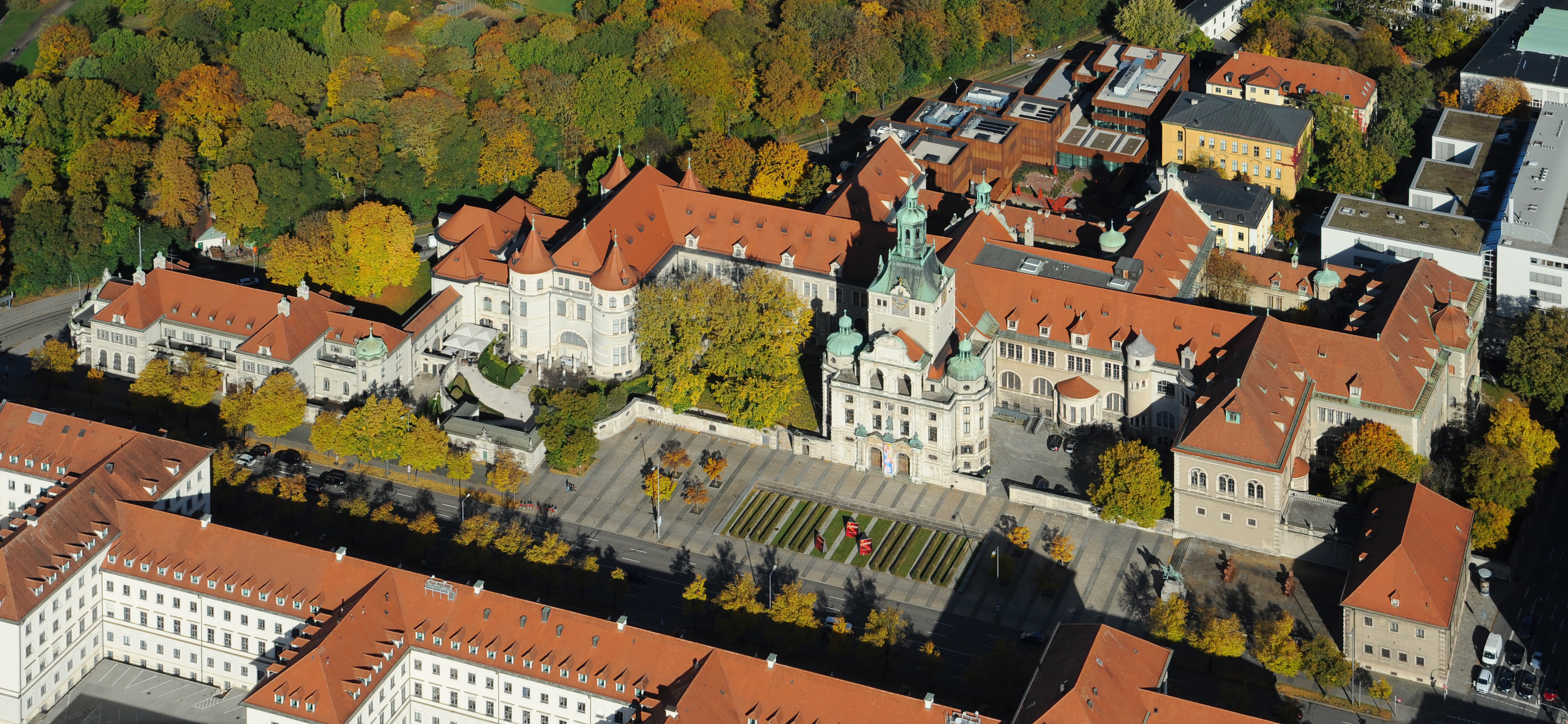
Vista aerea del Museo nazionale bavarese

## Architettura
L'edificio che ospita il museo venne costruito tra il 1894 e il 1899 su progetto di Gabriel von Seidl. L'idea di base del progetto era quella di uno scrigno che dovesse racchiudere l'arte del XIX secolo. Il risultato finale è un edificio caratterizzato da stili diversi, che vuole sottolineare la diversità delle collezioni contenute al suo interno.

## Collezione
Il nucleo base della collezione è la collezione Wittelsbach, donata alla città da Massimiliano II nel 1855. Le collezioni sono esposte su tre piani. Il seminterrato contiene la collezione di presepi, prevalentemente napoletani o del sud della Germania, e una collezione dedicata all'arte popolare. Di grande interesse la raccolta di antiche minuterie per presepe napoletano, piccoli oggetti artigianali che rendono veristica la scena del presepe. 
Il piano terra ospita un'esposizione di dipinti, sculture, manufatti fino al XVIII secolo. Il primo piano, invece, ospita le collezioni di strumenti musicali, di porcellane e di arte in stile Biedermeier. Un intero salone è dedicato alle opere in porcellana di Francesco Antonio Bustelli di Intragna.

## Collegamenti esterni

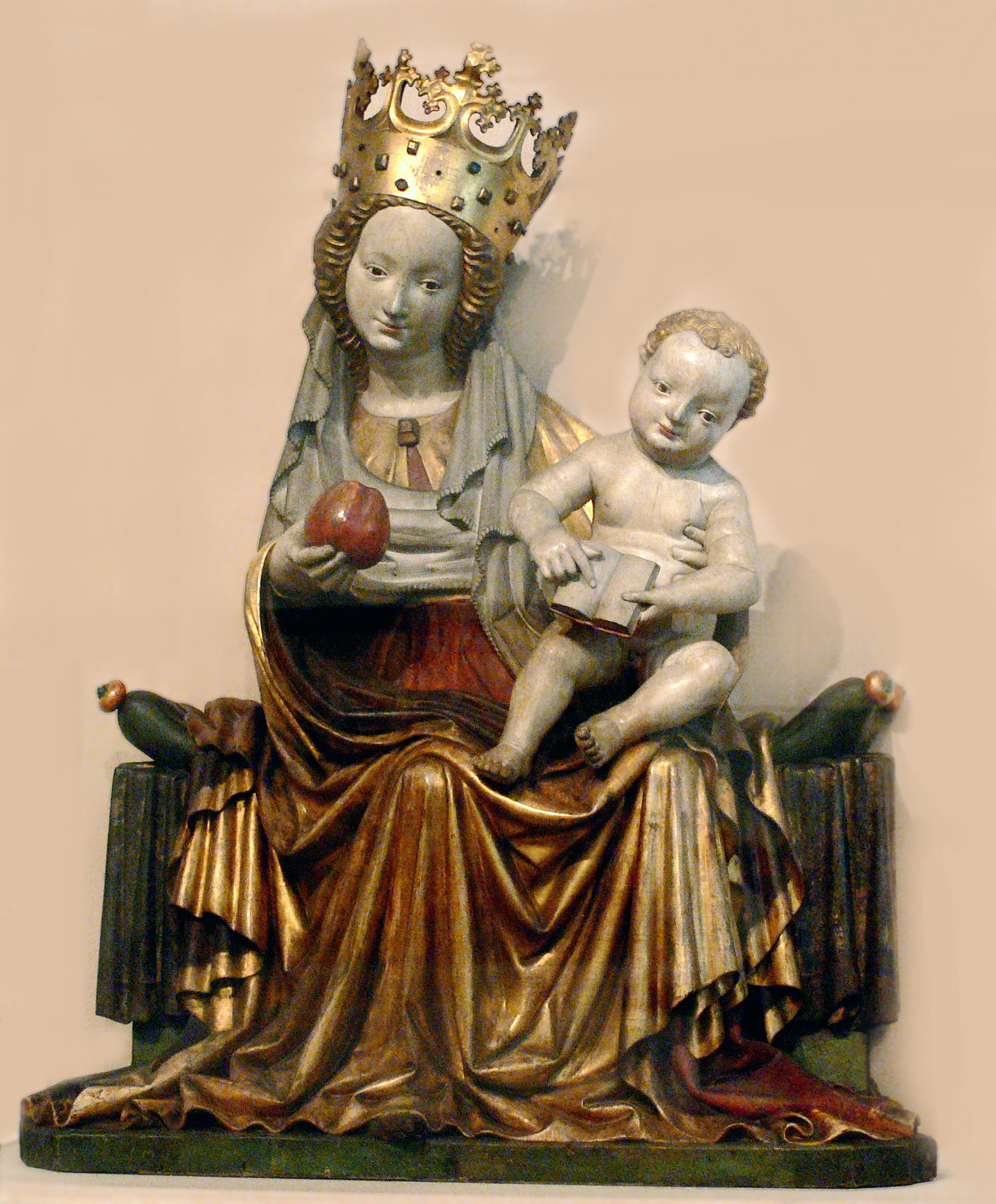
Madonna gotica dall'Abbazia di Seeon